# Manota perissochaeta
Manota perissochaeta är en tvåvingeart som beskrevs av Heikki Hippa 2007. Manota perissochaeta ingår i släktet Manota och familjen svampmyggor. Inga underarter finns listade i Catalogue of Life.